# ستيفن فاين
ستيفن فاين (بالإنجليزية: Steven Fine)‏ هو مؤرخ أمريكي، ولد في 1958.